# 栗本光明
栗本 光明（くりもと みつあき、1936年3月13日 - 2013年6月1日）は、広島県府中市出身のプロ野球選手（投手）・コーチ。

## 来歴・人物
福山工業高校では2年次の1953年、夏の甲子園予選西中国大会に進出するが、1回戦で岩国高に敗退。卒業後は1955年に倉敷レイヨンへ入社し、岡山工場営繕課に勤務する傍ら、1957年から1961年まで5年連続で後楽園に出場するなどエースとして活躍。1959年の選抜京都大会では5月2日の1回戦で日本新薬を相手に5回途中からリリーフ、延長29回まで24回2/3を投げ切るが、スクイズを決められ敗戦投手となった。同年の都市対抗では準々決勝に進むも大昭和製紙に9回裏サヨナラ負けを喫するが、秋の産業対抗では初優勝を飾る。1960年の都市対抗は2回戦（初戦）で熊谷組に惜敗したが、ノンプロの台湾遠征の一員に選ばれている。1961年の成績は15試合で10勝無敗、98イニングスで自責点12、防御率1.10と優れたものであった。倉レの都市対抗3年連続出場の原動力となった栗本であったが、1958年からプロにマークされ、大毎、阪急、大洋などが交渉していたが、倉レの幹部を通して話を進めていた大毎が獲得に成功。1961年の都市対抗終了後に大毎オリオンズへ入団し、1年目から一軍で起用される。2年目の1962年6月3日には南海戦（東京）で小野正一をリリーフし、野村克也に8号本塁打を打たれたものの初勝利を記録。3年目の1963年は主に中継ぎとして坂井勝二に次ぐチーム2位の54試合に登板し、3勝2敗、防御率2.79の成績を残す。1967年は登板機会が無く、同年限りで現役を引退。
引退後は趣味であったゴルフを生かし、岡山に戻って倉敷カントリー倶楽部に就職。ここでアドバイザー、アシスタントとしての腕を磨き、1972年には故郷の福山に帰って「一文字カントリークラブ」を創立。ショートコースばかりの9ホールというミニ・ゴルフ場であったが、ここで現役時代のチームメイトであり、巨人→阪神とコーチ稼業を続けていた矢先の山内一弘と偶然にも再会。山内は「若い芽を少しでも大きく育て、枝葉にしていくには、どうしたらいいか」を追求し、貧欲な姿勢を見せていた時でもあり、山内は栗本のゴルフのコーチぶりを目のあたりにして首を傾げた。本来ならゴルフ初心者にはドライバーからマスターさせていくのが常道であるが、栗本はパットの練習からやらせていった。パットの次は短いアイアンの打ち方に入り、これをマスターさせ、豪快に振りぬくドライバーは最終コースで教えていた。栗本の「300mのドライブショットも、わずか1mのパットも1打に変わりはない。ゴルフも野球もスポーツというのは精神力を、いかに集中させるかが肝心なんだ」という持論に山内は舌を巻き、後にロッテの監督に就任した山内は「大きく派手な動きにつられず基礎をガッチリ固めてから、ジックリ教える方法は、ファームに埋もれた素材の力を出させるには最適…」と踏む。そんな山内に口説き落とされ、1979年に古巣・ロッテ二軍投手コーチに就任。1981年退任。
2013年6月1日死去。広島県府中市の自宅にて死亡しているのが発見される。

## 詳細情報

### 年度別投手成績
| 年 度     | 球 団     | 登 板 | 先 発 | 完 投 | 完 封 | 無 四 球 | 勝 利 | 敗 戦 | セ 丨 ブ | ホ 丨 ル ド | 勝 率 | 打 者 | 投 球 回 | 被 安 打 | 被 本 塁 打 | 与 四 球 | 敬 遠 | 与 死 球 | 奪 三 振 | 暴 投 | ボ 丨 ク | 失 点 | 自 責 点 | 防 御 率 | W H I P |
| --------- | --------- | ----- | ----- | ----- | ----- | -------- | ----- | ----- | -------- | ----------- | ----- | ----- | -------- | -------- | ----------- | -------- | ----- | -------- | -------- | ----- | -------- | ----- | -------- | -------- | ------- |
| 1961      | 大毎 東京 | 3     | 1     | 0     | 0     | 0        | 0     | 0     | --       | --          | ----  | 19    | 4.0      | 6        | 0           | 0        | 0     | 1        | 1        | 0     | 0        | 4     | 2        | 4.50     |         |
| 1962      | 大毎 東京 | 15    | 1     | 0     | 0     | 0        | 1     | 4     | --       | --          | .200  | 177   | 41.1     | 49       | 4           | 5        | 0     | 1        | 16       | 0     | 0        | 30    | 24       | 5.14     |         |
| 1963      | 大毎 東京 | 54    | 4     | 0     | 0     | 0        | 3     | 2     | --       | --          | .600  | 488   | 125.2    | 105      | 11          | 19       | 0     | 0        | 48       | 0     | 0        | 41    | 39       | 2.79     |         |
| 1964      | 大毎 東京 | 17    | 1     | 0     | 0     | 0        | 0     | 0     | --       | --          | ----  | 133   | 30.2     | 37       | 6           | 4        | 0     | 0        | 13       | 0     | 0        | 15    | 14       | 4.06     |         |
| 1966      | 大毎 東京 | 6     | 0     | 0     | 0     | 0        | 0     | 1     | --       | --          | .000  | 40    | 7.2      | 12       | 1           | 3        | 0     | 0        | 5        | 0     | 0        | 8     | 7        | 7.88     |         |
| 通算：5年 | 通算：5年 | 95    | 7     | 0     | 0     | 0        | 4     | 7     | --       | --          | .364  | 857   | 209.1    | 209      | 22          | 31       | 0     | 2        | 83       | 0     | 0        | 98    | 86       | 3.70     |         |

- 大毎（毎日大映オリオンズ）は、1964年に東京（東京オリオンズ）に球団名を変更

### 背番号
- 57 （1961年 - 同年途中）
- 15 （1961年途中 - 1967年）
- 87 （1979年 - 1981年）[5]